# Paul Krugman
Paul Robin Krugman (/ˈkɹuːɡmən/) (Albany, 28 febbraio 1953) è un economista statunitense.
Attualmente professore di economia nell'Università della Città di New York (CUNY), ha vinto il premio Nobel per l'economia 2008 per la sua analisi degli andamenti commerciali e del posizionamento dell'attività economica in materia di geografia economica. Autore di numerosi volumi, dal 2000 al 2024 ha collaborato con il New York Times scrivendo editoriali d'opinione bisettimanali.
È famoso nel mondo accademico per i suoi studi riguardanti la teoria del commercio, lavori nei quali espone modelli presentando i vantaggi che le economie dei Paesi potrebbero derivare dall'imposizione di barriere protezionistiche, e per i suoi libri di testo sulle crisi valutarie e sull'economia internazionale, in particolare sull'analisi degli effetti reali delle fluttuazioni dei tassi di cambio. È stato critico della New Economy degli anni novanta del XX secolo, dei regimi di cambio fisso dei Paesi del Sud-est asiatico, inclusa la Thailandia, prima della crisi finanziaria del 1997, delle politiche attuate dai governi per difendere i cambi fissi sui quali specularono fondi speculativi (quali Long-Term Capital Management) prima della crisi finanziaria russa del 1998.
La filosofia economica di Krugman può essere descritta come neo-keynesiana. Proprio lui ha tentato di rendere accessibile questo filone degli studi economici in testi divulgativi come Peddling Prosperity (uscito in Italia col titolo "L'incanto del benessere"), nel quale critica le politiche dei Repubblicani nei tardi anni ottanta e nella prima metà degli anni novanta. È stato, inoltre, apertamente critico verso la politica interna ed estera dell'amministrazione di George W. Bush. È membro del Gruppo dei Trenta dal 1988, che riunisce economisti noti a livello internazionale.

## Biografia
Paul Krugman, è nato in una famiglia ebrea, figlio di Anita e David Krugman (1924–2013). Nel 1922 i suoi nonni immigrarono negli Stati Uniti da Brest nell'attuale Bielorussia, al tempo parte della Polonia. Nasce ad Albany, Stato di New York, e cresce a Merrick, villaggio della contea di Nassau. Si specializzò in economia (sebbene, inizialmente, fosse maggiormente interessato alla storia) come undergraduate (vedi sistema scolastico statunitense) all'Università Yale. Ottenne un dottorato (Ph.D.) al MIT nel 1977 e insegnò alla Yale (tra il 1977 e il 1979 quale assistant professor), al MIT (prima come assistant professor e poi, dal 1983, come professor), all'Università di Berkeley, alla London School of Economics ed all'Università di Stanford, prima di giungere all'Università di Princeton nel 2000. Lavorò per un anno (tra il 1982 e il 1983) nel Consiglio dei consulenti economici (Council of Economic Advisers) della Casa Bianca, sotto l'amministrazione Reagan. Nel 1991 ottenne il prestigioso riconoscimento denominato John Bates Clark Medal dall'Associazione americana (American Economic Association) per l'economia.
Quando Bill Clinton entrò in carica nel 1992, Krugman era in prima fila per ottenere una posizione importante nella sua amministrazione. Fu invece scavalcato da Laura Tyson, in primo luogo per via dell'iniziale interesse dell'amministrazione per la politica industriale e questo fatto gli permise di intraprendere la strada del giornalismo per il grande pubblico, prima per Fortune e Slate, poi per la Harvard Business Review, per Foreign Policy, per l'Economist, per Harper's Magazine e per Washington Monthly. Nei primi anni novanta contribuì a diffondere presso il grande pubblico le tesi degli economisti Laurence Lau e Alwyn Young, secondo i quali la crescita delle economie dell'Asia dell'est erano da ricondurre non all'adozione di modelli economici nuovi ed originali, accompagnati dalla crescita della total-factor productivity (ovvero la produttività della tecnologia di produzione adottata), ma piuttosto all'aumento dell'impiego dei fattori capitale e lavoro. La sua previsione era, quindi, che la crescita dell'Asia dell'est fosse destinata a diminuire non appena fosse diventato più difficile generare crescita economica dall'aumento della dotazione di fattori produttivi.

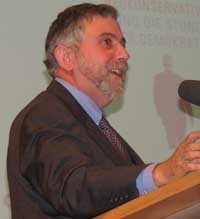
Krugman parla alla Biblioteca nazionale tedesca di Francoforte nel 2008

Si dedicò, usando una sua espressione, a un "nuovo tipo di opere, saggi per non-economisti che siano chiari, efficaci e interessanti". Krugman lavorò in seno al comitato consultivo della Enron per gran parte del 1999, ottenendo un compenso di 37.500 dollari per aver partecipato a due riunioni del consiglio di amministrazione, prima che le regole del New York Times gli imponessero di dimettersi per incompatibilità con il ruolo di editorialista. Queste vicende divennero fonti di problemi per Krugman con lo scoppio dello scandalo Enron. I critici lo hanno infatti accusato di conflitto di interessi e di aver accettato il lavoro al New York Times per sfruttare la propria notorietà nel dibattito economico. Krugman negò con forza la validità delle accuse, sottolineando che il suo rapporto con la società Enron era stato reso pubblico nei suoi articoli riguardanti la compagnia, sia prima, sia dopo lo scandalo.
Dal gennaio 2000 contribuì alla pagina degli editoriali d'opinione del New York Times. Nel settembre 2003 Krugman pubblicò una raccolta dei suoi articoli intitolata The Great Unraveling (uscito in Italia col titolo La deriva americana), nel quale sferrava un attacco deciso alla politica economica e alla politica estera di Bush. La sua tesi principale consisteva nella critica ai grossi disavanzi provocati dalla politica di taglio delle tasse, dall'incremento della spesa pubblica e dalle spese per la guerra in Iraq. L'ingrandimento del deficit e la politica fiscale squilibrata a vantaggio dei ricchi, a suo avviso, sarebbero stati insostenibili nel lungo periodo e avrebbero provocato una grave crisi economica. Nel 2004 era considerato tra i più quotati per essere scelto in un ruolo chiave della politica economica in caso di elezione alla Casa bianca di John Kerry nelle elezioni del 2004.
Negli anni novanta, Krugman si dedicò soprattutto ad un'analisi delle politiche economiche, negli articoli del New York Times e in Peddling Prosperity. Nel corso del decennio avanzò forti critiche riguardo al progetto di un'unione monetaria europea (EMU), affermando, tra l'altro, che essa non aveva lo scopo di giovare a tutti i paesi europei, bensì di tornare a vantaggio della Germania, cosa di cui l'Italia, disse, avrebbe risentito fortemente.
Nel 2007 uscì The conscience of a liberal (La coscienza di un liberal), in cui all'interno di una disamina della storia politica ed economica degli Stati Uniti, analizzava le ragioni dell'accentuazione del divario tra le classi sociali, auspicando l'attuazione di un altro New Deal da parte della nuova amministrazione democratica.

### Il Premio Nobel

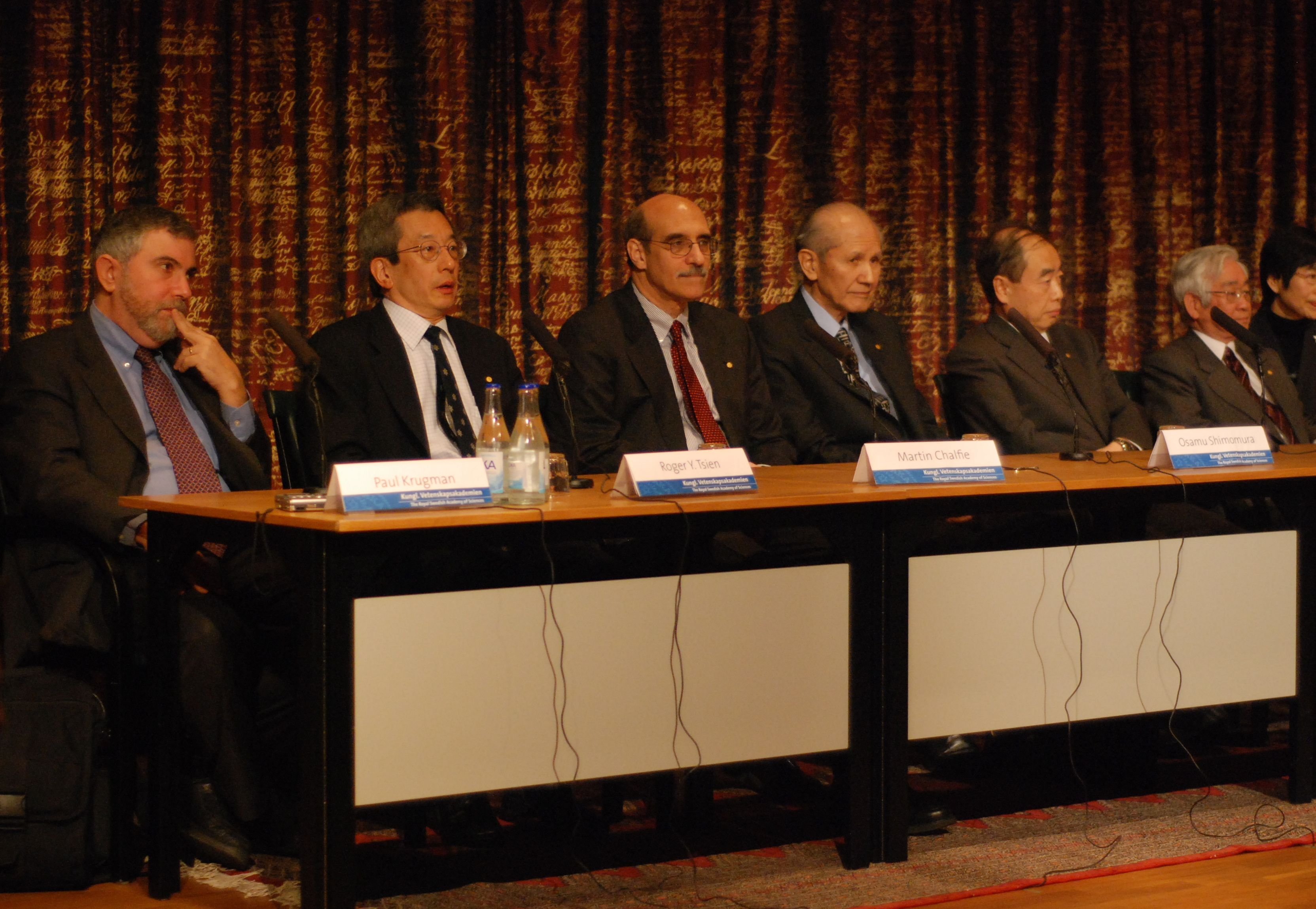
Paul Krugman, Roger Tsien, Martin Chalfie, Osamu Shimomura, Makoto Kobayashi e Toshihide Maskawa, Premi Nobel 2008, alla conferenza stampa dell'Accademia svedese delle scienze a Stoccolma

Vinse il Premio Nobel 2008 per l'economia con la motivazione «Premiato per la sua analisi degli andamenti commerciali e del posizionamento dell'attività economica.»
Nel 2012 pubblicò End this depression now! (ed. it. "Fuori da questa crisi, adesso!"), nel quale ripercorrendo le cause della recente crisi finanziaria, proponeva nuovamente l'idea di un ritorno dello Stato quale attore economico decisivo.
Il 1º marzo 2014 annuncia nella sua rubrica sul New York Times di lasciare Princeton per l'Università della Città di New York (CUNY), preferendo insegnare, coerentemente con i suoi principi, in un'università pubblica. Sarà docente del Graduate Center di CUNY in un programma di dottorato di ricerca (PhD) e da Luglio entrerà a fare parte del Luxembourg Income Study Center, all'avanguardia negli studi e nella raccolta dati sul tema del reddito.

## Critiche
Le teorie di Krugman sono criticate in particolare dagli economisti che rigettano il pensiero di Keynes. La sua vicinanza al Partito Democratico statunitense (al quale non ha comunque lesinato in diverse circostanze critiche da sinistra) e la sua aperta ostilità a quello Repubblicano hanno fatto sì che Krugman fosse, tra l'altro, accusato dai suoi detrattori d'esser eccessivamente schierato politicamente.
Celebre è il dibattito tuttora in corso con Niall Ferguson: esso è cominciato nel 2009 e la disputa verteva sulla politica economica e monetaria di Barack Obama; l'economista neo-keynesiano l'ha accusato di "riesumare fallacie vecchie di 75 anni". La loro aspra disputa, che spazia da Keynes all'insolvibilità futura del welfare state, dall'indebitamento gigantesco degli Stati Uniti alla politica del quantitative easing della Federal Reserve, perdura tuttora. Ferguson non ha mancato di redigere una lista delle previsioni economiche errate di Krugman; ad esempio, la fine dell'Euro, vaticinata nel 2010.

## Visione economica

### Libero scambio
Dagli anni '80, Paul Krugman ha promosso il libero scambio negli Stati Uniti e nei paesi europei. Egli nota che anche se il libero scambio ha danneggiato le industrie, le comunità e alcuni lavoratori, è un sistema win-win che arricchisce entrambe le parti dell'accordo. Secondo lui, il deficit commerciale non ha importanza, e non sarebbe dovuto alla mancanza di protezione commerciale ma alla mancanza di risparmio interno. Inoltre, i dazi e le restrizioni commerciali non riducono realmente il deficit commerciale complessivo. Nel 2000, ha anche scritto un libro intitolato Globalization is Not Guilty: Virtues and Limits of Free Trade dove promuove il libero scambio dicendo che rappresenta la pace economica poiché il commercio è reciprocamente vantaggioso.
Eppure, in alcuni di questi articoli tra il 2007 e il 2016, prende posizioni contrarie. Infatti, nel 2010 per esempio, ha chiesto una tariffa del 25% sulle importazioni cinesi negli Stati Uniti
Nel 2010, ha consigliato agli Stati Uniti di adottare misure protezionistiche contro la Cina. Chiede un dazio del 25 per cento sui prodotti cinesi. Paul Krugman scrive che la Cina persegue una politica mercantilista e predatoria, cioè mantiene la sua valuta sottovalutata per accumulare eccedenze commerciali utilizzando il controllo dei flussi di capitale. Il governo cinese vende renminbi e acquista valuta estera per mantenere basso il renminbi, dando al settore manifatturiero cinese un vantaggio in termini di costi rispetto ai suoi concorrenti. Le eccedenze della Cina stanno prosciugando la domanda statunitense e rallentando la ripresa economica in altri paesi con cui la Cina intrattiene rapporti commerciali. Egli ammette pertanto che i disavanzi commerciali impoveriscono gli Stati Uniti e costituiscono una minaccia. Krugman scrive: "Questa è la politica di cambio più distorta che una grande nazione abbia mai seguito". Egli osserva che il renmenbi sottovalutato equivale ad imporre tariffe elevate o a concedere sovvenzioni all'esportazione. Una moneta più economica migliora l'occupazione e la competitività perché rende le importazioni più costose e rende i prodotti nazionali più attraenti. Si aspetta che le eccedenze cinesi distruggano 1,4 milioni di posti di lavoro americani entro il 2011. Egli propone di utilizzare la politica degli Stati Uniti nel 1981 con Reagan, cioè l'imposizione temporanea dei prodotti di alcuni paesi, come modello per costringerli a riaggiustare la loro moneta. Pertanto, egli chiede un'aliquota generale del 25 per cento sui prodotti cinesi. Egli ritiene pertanto che le tariffe e le restrizioni commerciali possano effettivamente ridurre il deficit commerciale complessivo. E il deficit commerciale sarebbe quindi dovuto alla mancanza di protezione contro la Cina, che manipola la sua moneta, e non alla mancanza di risparmi nazionali. Aggiunge: "attualmente viviamo in un mondo dove il mercantilismo funziona". Non si tratta quindi di un sistema win-win che arricchisce entrambe le parti dell'accordo, ma piuttosto di un sistema in cui alcuni paesi si arricchiscono a spese di altri. Egli scrive: "Ciò che la Cina sta facendo è una politica commerciale gravemente predatoria, il tipo di cose che si suppone sia impedito dalla minaccia di sanzioni[...] Dico che dobbiamo affrontare il problema a testa alta." Ha spiegato che in un conflitto commerciale, con un'economia globale depressa, sono i paesi in eccedenza che hanno molto da perdere, mentre i paesi in deficit potrebbero vincere, anche se ci sono misure di ritorsione e perturbazioni economiche. "Le vittime di questo mercantilismo hanno poco da perdere in un confronto commerciale. "Egli sostiene che il protezionismo non è una cosa negativa quando la disoccupazione è alta o quando la situazione economica non è buona. Cita Paul Samuelson: "Con un lavoro meno che pieno, sono valide tutte le argomentazioni mercantiliste che sono state scatenate". Inoltre, egli sostiene il protezionismo di altri paesi nei confronti della Cina: "Altri paesi stanno adottando misure protezionistiche (modeste) proprio perché la Cina rifiuta di far salire la sua moneta. Altre misure di questo tipo sono appropriate"
.

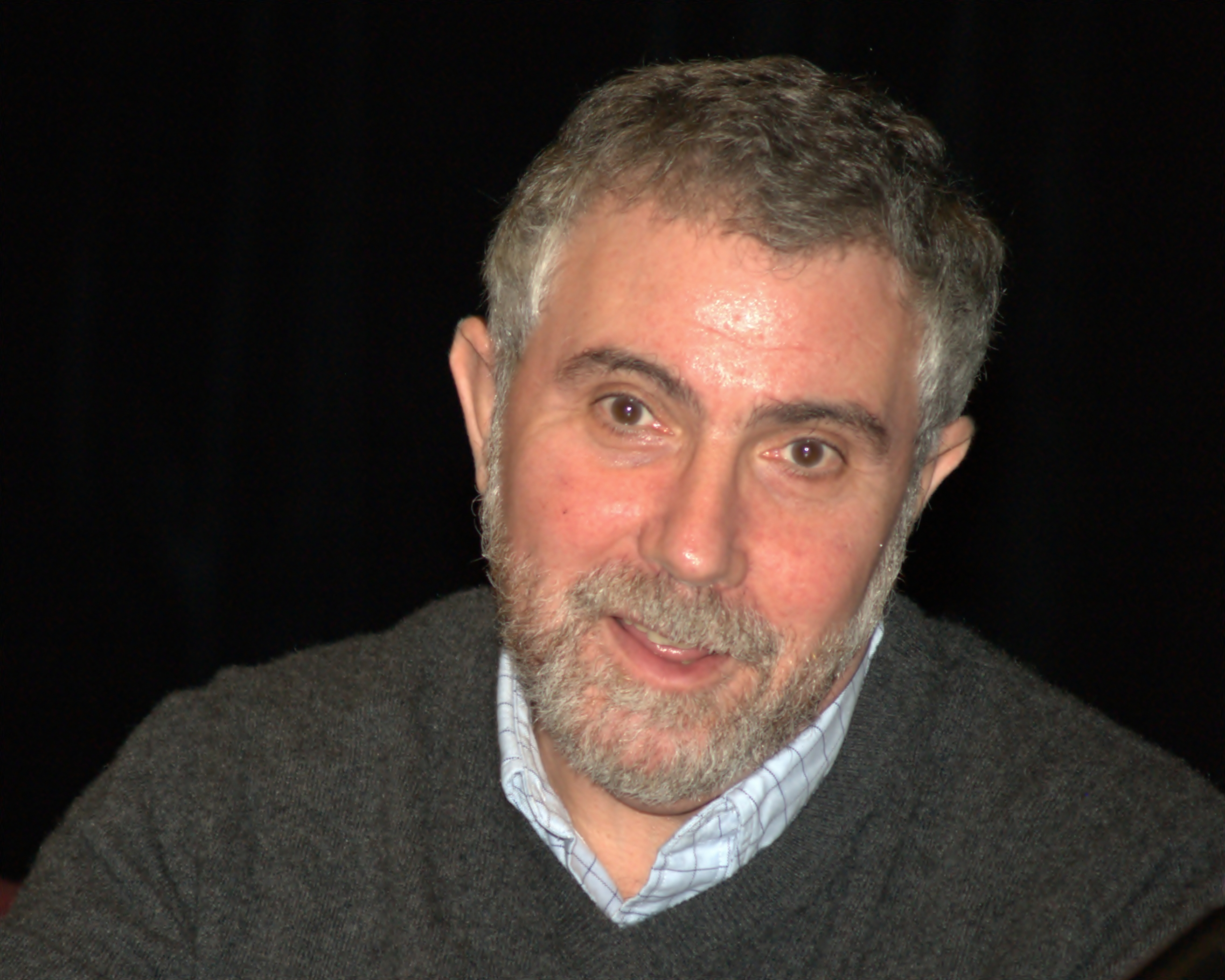
Krugman al "Brooklyn Book Festival" del 2010

Nel 2007, ha osservato che nel sistema di libero scambio, i salari reali dei lavoratori meno istruiti sono in calo a causa della concorrenza delle importazioni a basso prezzo. Infatti, i salari scendono più dei prezzi all'importazione e il problema sta peggiorando perché il commercio con i paesi a basso salario sta diventando sempre più frequente. Egli ammette anche che il libero scambio ha un effetto significativo sulla disuguaglianza di reddito nei paesi sviluppati: "Tutto questo significa che non è più sicuro dire, come si poteva dire una dozzina di anni fa, che gli effetti del commercio sulla distribuzione del reddito nei paesi ricchi sono piuttosto lievi. Ora ci sono buone ragioni per dire che sono abbastanza grandi e sempre più grandi".
Nel 2016 ha scritto che il protezionismo non porta a recessioni. In effetti, in una guerra commerciale, poiché le esportazioni e le importazioni diminuiranno in misura uguale per tutto il mondo, l'effetto negativo di un calo delle esportazioni sarà compensato dall'effetto espansivo di un calo delle importazioni. Inoltre, egli osserva che la tariffa Smoot-Hawley non ha causato la Grande Depressione. Il declino degli scambi commerciali tra il 1929 e il 1933 "fu quasi interamente una conseguenza della depressione, non una causa". Le barriere commerciali sono state una risposta alla depressione, in parte conseguenza della deflazione.
Egli ammette anche che il deficit commerciale è stato dannoso per il settore manifatturiero statunitense: "Non c'è dubbio che l'aumento delle importazioni, in particolare dalla Cina, ha ridotto l'occupazione nel settore manifatturiero[...]. Un mio calcolo approssimativo suggerisce che la completa eliminazione del deficit commerciale statunitense nel settore dei manufatti aggiungerebbe circa due milioni di posti di lavoro in questo settore.
Nel 2016, contrariamente ai suoi consigli per il libero scambio negli Stati Uniti, scrive: "È anche vero che gran parte dell'élite che difende la globalizzazione è fondamentalmente disonesta: false accuse di inevitabilità, tattiche allarmiste (il protezionismo provoca depressioni!), rivendicazioni esagerate sui benefici della liberalizzazione del commercio e sui costi della protezione, facendoci dimenticare i grandi effetti distributivi che i modelli standard prevedono effettivamente. Spero, tra l'altro, di non aver fatto niente di tutto questo..." e che "Così, l'argomento dell'élite per un commercio sempre più libero è in gran parte una truffa".

## Vita privata
Krugman è stato sposato due volte. La prima moglie, Robin L. Bergman, è una designer. In seguito si è sposato con Robin Wells, un'economista accademica che ha conseguito la laurea presso l'Università di Chicago e il dottorato di ricerca all'Università della California, Berkeley. Lei, come Krugman, insegnava al MIT. Krugman e sua moglie hanno scritto insieme diversi libri di economia. Sebbene all'inizio del 2007 iniziarono a circolare voci secondo cui il "figlio" di Krugman stava lavorando per la campagna di Hillary Clinton, Krugman ha ribadito nella sua colonna editoriale del New York Times che lui e sua moglie non hanno figli.
Vive a New York City e si è descritto come un "solitario. Di solito timido. Timido con gli individui."

## Opere

### Come autore o come coautore
- Economia internazionale (con Maurice Obstfeld). Milano, Hoepli, 1991. ISBN 88-203-1847-4
- Il silenzio dell'economia. Una politica economica per un'epoca di aspettative deboli. Milano, Garzanti, 1991. ISBN 88-11-73816-4
- Economia internazionale - 2ª edizione (con Maurice Obstfeld). Milano, Hoepli, 1995. ISBN 88-203-2216-1
- Geografia e commercio internazionale. Milano, Garzanti, 1995. ISBN 88-11-47238-5
- Un'ossessione pericolosa. Il falso mito dell'economia globale. Milano, Etas, 1997. ISBN 88-453-1020-5
- L'incanto del benessere. Politica ed economia negli ultimi vent'anni. Milano, Garzanti, 1995. ISBN 88-11-67467-0
- Economia e auto-organizzazione. Milano, Giuffré, 2000. ISBN 88-14-07949-8
- Economisti per caso. E altri dispacci dalla Scienza Triste. Milano, Garzanti, 2000. ISBN 88-11-73881-4
- Meno tasse per tutti? Dagli USA all'Italia: chi ci guadagna e chi ci perde. Milano, Garzanti, 2001. ISBN 88-11-74020-7
- Il ritorno dell'economia della depressione. Stiamo andando verso un nuovo '29?. Milano, Garzanti, 2001. ISBN 88-11-67484-0
- Economia internazionale. Teoria del commercio internazionale (vol. 1, con Maurice Obstfeld). Milano, Hoepli, 2003. ISBN 88-203-3091-1
- Economia internazionale. Economia monetaria internazionale (vol. 2, con Maurice Obstfeld). Milano, Hoepli, 2003. ISBN 88-203-3249-3
- La deriva americana. Bari, Laterza, 2004. ISBN 88-420-7252-4
- Microeconomia (con Robin Wells). Bologna, Zanichelli, 2005. ISBN 88-08-17842-0
- Macroeconomia (con Robin Wells). Bologna, Zanichelli, 2006. ISBN 88-08-24294-3
- La coscienza di un liberal, Laterza, 2008
- Il ritorno dell'economia della depressione e la crisi del 2008, Milano, Garzanti, 2009, ISBN 978-88-11-60093-0.
- Fuori da questa crisi, adesso!, Garzanti, 2012
- Discutere con gli zombie: Le idee economiche mai morte che uccidono la buona politica, Garzanti, 2020

### Come editore o coeditore
- Currency Crises (National Bureau of Economic Research Conference Report). 1º settembre 2000. ISBN 0-226-45462-2
- Trade with Japan: Has the Door Opened Wider? (National Bureau of Economic Research Project Report). 1º marzo 1995. ISBN 0-226-45459-2
- Empirical Studies of Strategic Trade Policy (National Bureau of Economic Research Project Report). 15 aprile 1994. ISBN 0-226-45460-6
- Exchange Rate Targets and Currency Bands. ottobre 1991. ISBN 0-521-41533-0

## Onorificenze
- Premio Nobel per l'economia 2008